# Tayeb Meziani
Tayeb Meziani (Algeri, 27 febbraio 1996) è un calciatore algerino, attaccante del MC Alger.

## Carriera

### Club
In carriera ha giocato 4 partite nella fase a gironi della CAF Champions League.

### Nazionale
Nel 2017 ha esordito in nazionale.

## Palmarès

### Club

#### Competizioni internazionali
- CAF Champions League: 1

Espérance: 2018-2019

#### Competizioni nazionali
- Campionato tunisino: 2

Espérance: 2018-2019, 2019-2020

### Nazionale
- Coppa araba FIFA: 1

Qatar 2021